# Гуревич, Александр Николаевич
Александр Николаевич Гуревич (3 мая 1946, Поти, Грузия — 8 апреля 2025, Таганрог) — российский музыкант; скрипач и дирижёр, педагог. Заслуженный работник культуры Российской Федерации, почётный гражданин Таганрога. Создатель, первый дирижер и руководитель  Таганрогского муниципального камерного оркестра.

## Биография
Родился 3 мая 1946 года в Поти, Грузия в семье морского офицера.
Окончил Таганрогское музыкальное училище и Ростовский государственный музыкально-педагогический институт по специальности «Скрипка» (класс проф. А. Н. Амитона).
С 1976 по 1995 год Александр Гуревич возглавлял зональный методический отдел по классу «Скрипка». Детский ансамбль скрипачей, созданный им в те годы, был признан одним из лучших в стране, его выступления транслировались по всесоюзному телевидению и Интервидению.
В 1991 году Гуревич основывает музыкальное общество имени А. Бродского, которое впоследствии становится Таганрогским муниципальным камерным оркестром. В течение долгого времени Гуревич руководит оркестром и является его дирежером.
Решением Таганрогской городской Думы от 2 сентября 2008 года № 693 Александру Гуревичу присвоено звание «Почётный гражданин города Таганрога» за «большой личный вклад в развитие культуры,  образования, воспитание молодежи и  активную  общественную деятельность».
Умер 8 апреля 2025 года в Таганроге.
Похоронен в Таганроге на Аллее Славы Николаевского кладбища.

## Создание оркестра
В 1991 году по инициативе Александра Гуревича в Таганроге было создано музыкальное общество имени А. Бродского, всемирно известного выдающегося скрипача и педагога, родившегося в Таганроге. Чуть позже Гуревич создал Таганрогский муниципальный камерный оркестр, первый концерт которого состоялся 25 декабря 1991 года в Таганрогском драматическом театре им. А. П. Чехова. За первый неполный сезон оркестр дал около 20 концертов.
Фундаментом репертуара оркестра стала музыка Баха и Генделя. В репертуаре находятся произведения Гайдна, Моцарта, Перселла, Сальери, Бортнянского, Элгара, Бриттена, Шнитке.

Одним из значимых для музыкальной культуры свершений оркестра специалисты отмечают постановку полузабытого «Орфея и Эвридики» Евстигнея Фомина (1792). Анализируя творческое сотрудничество муниципального Камерного оркестра под управлением Александра Гуревича с Дворцом Алфераки, Н. Мещерякова писала :
 Постановка мелодрамы Евстигнея Фомина «Орфей» стало удивительным явлением, сочетающим в себе форму и пространство, для которых они были созданы. 
Благодаря сотрудничеству муниципального камерного оркестра Александра Гуревича с Музеем-заповедником Таганрога в залах музея проводятся регулярные историко-музыкальные вечера. Возродив старинную традицию музицирования в городе, Гуревич дал посетителям «уникальную возможность погрузиться в атмосферу удивительного мира музыки», царившей во времена прошлого. 
В разные годы оркестр давал от 100 до 230 концертов, с большим успехом оркестр участвовал в международных фестивалях в Ростове-на-Дону, Ялте, Люденшайде (Германия).

Как отмечает газета Таганрогская правда, по мнению профессора Селицкого :
 Профессиональный музыкальный коллектив такого уровня, существующий в небольшом городе, не являющемся областным центром, не имеющем своего музыкального вуза, для России – явление уникальное. 
Сегодня Муниципальный камерный оркестр стал своеобразной музыкальной визитной карточкой Таганрога.